# Armin Fidler

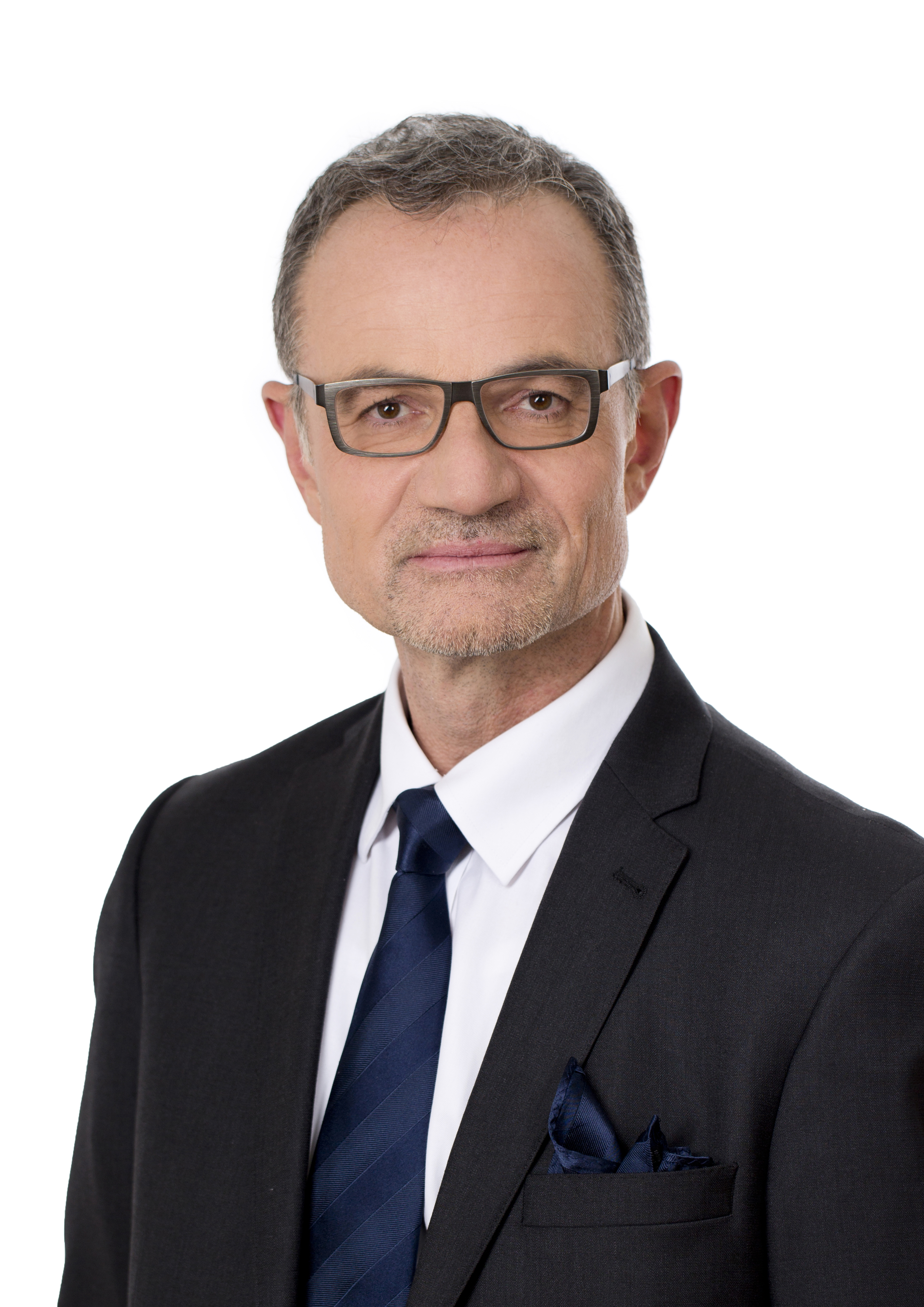
Armin Fidler

Armin Fidler (* 19. November 1958 in Innsbruck) lehrt und ist Manager im Bereich Gesundheitswesen.

## Ausbildung
Nach seiner Matura am Bundesgymnasium Bregenz und Absolvierung des österreichischen Präsenzdienstes in Innsbruck absolvierte Armin Fidler das Medizinstudium an der Medizinischen Universität Innsbruck und der Medizinischen Universität Hamburg (Bernhard-Nocht-Institut für Tropenmedizin). Seine Ausbildung zum Arzt für Allgemeinmedizin schloss er mit dem „ius practicandi“ am Landeskrankenhaus Bregenz ab. Anschließend absolvierte er die tropenmedizinische Ausbildung am Bernhard-Nocht-Institut (DTM&H) in Hamburg. Er graduierte danach in den USA in den Masterprogrammen „Public Health (MPH)“ sowie „Health Policy and Management (MSc.)“ an der Harvard School of Public Health und der Kennedy School of Government. Des Weiteren absolvierte Fidler Zusatzausbildungen in Management und Ökonomie an verschiedenen Universitäten.

## Berufliche Laufbahn
Fidler arbeitete zu Beginn der 1990er Jahre zunächst an den Centers for Disease Control and Prevention (CDC) in Atlanta, Georgia, wo er als einer von wenigen Ausländern in das „Epidemic Intelligence Program“ des CDC aufgenommen wurde. Nach Konsulentenaufträgen für die Weltgesundheitsorganisation in Bolivien, Haiti und Mexiko arbeitete Armin Fidler für das „Expanded Program on Immunizations“ der WHO und von 1990 bis 1993 für dieses Programm in Mexiko und Zentralamerika. 1993 wechselte er nach Washington, D.C. zur Weltbank Gruppe, wo er Aufgaben für den Bereich Lateinamerika übernahm, von 2000 bis 2008 für Europa und Zentralasien. Von 2008 bis 2015 war er „Lead Advisor für Health Policy and Strategy“ der World Bank Gruppe.
Seit März 2015 ist Fidler am Management Center Innsbruck (MCI) beschäftigt und unterrichtet im „European Master in Health Economics and Management“ (EU-HEM), einem Studiengang, der zusammen mit der Universität Bologna, Oslo und Erasmus Rotterdam akkreditiert ist. Zudem lehrt er an der George Washington University und arbeitet für die European Health Management Association (EHMA) und ist Mitglied der American Public Health Association (APHA), sowie der International Health Economics Association (IHEA). Darüber hinaus ist er Programmbeirat der Gesundheitsgespräche beim Europäischen Forum Alpbach und Vorstandsmitglied des European Health Forums Gastein (EHFG). In seiner Position als wissenschaftlicher Experte der PERI Group arbeitet er in Projekten des österreichischen Gesundheitswesens mit. Unter anderem ist Fidler Initiator der unabhängigen österreichischen Gesundheitsinitiative Praevenire, die erstmals im April 2016 im Stift Seitenstetten (Niederösterreich) durchgeführt wurde.